# Haynes Point Park
Haynes Point Park är en park i Kanada.   Den ligger i provinsen British Columbia, i den södra delen av landet, 3 300 km väster om huvudstaden Ottawa. Haynes Point Park ligger 282 meter över havet. Den ligger vid sjön Osoyoos Lake.
Terrängen runt Haynes Point Park är varierad. Haynes Point Park ligger nere i en dal. Runt Haynes Point Park är det mycket glesbefolkat, med 2 invånare per kvadratkilometer.. Närmaste större samhälle är Osoyoos, 2,0 km norr om Haynes Point Park.
Trakten runt Haynes Point Park består i huvudsak av gräsmarker.